# 中央武装警察隊
中央武装警察隊（ちゅうおうぶそうけいさつたい、ヒンディー語: केन्द्रीय सशस्त्र पुलिस बल：सीएपीएफ、英語: Central Armed Police Forces：CAPF）は、インドの内務省管轄下にある治安部隊。主に国内の脅威から国家の安全を守ることを任務とする。
かつては「準軍事組織（Central Paramilitary Forces, CPMF）」と呼ばれたが、インド政府は論争を避けるため、2011年以降は右記の7つの下位組織のうち上から5つは「中央武装警察隊」に含まれるとの立場をとっている。インド政府の法令において「準軍事組織」を定義する法令はないが、内務省の管轄下にあってインド軍の士官が指揮するアッサム・ライフル部隊はCAPFへの呼びかえ後もCPMFと位置付けられていた。本記事では、インド内務省第二警察局がCAPFに含めている、アッサム・ライフル部隊などを含む7部隊について記述する。

## 機構
中央武装警察隊（CAPF）は、上述の通り2011年に中央政府の管轄下にある治安部隊を総称するために造られた単語であり、その構成部隊によって任務の性格は多少異なる。国境警備隊（BSF）、インド・チベット国境警察（ITBP）、武装国境部隊（SSB）は国境警備隊の役割を果たし、中央産業保安隊（CISF）は重要な施設の警備を行う。中央予備警察隊（CRPF）、国家保安警備隊（NSG）は地元警察の支援、対反乱作戦、対テロ作戦に従事する。これらの主要な任務とは別に、CAPFのすべての部隊は法秩序の維持において警察部隊を支援し、対テロ作戦においてインド軍を支援している。CAPFは軍と警察の双方が行うべき任務について、様々な役割を担っている。
CAPFの職員は、インド政府における他の重要な機関でも勤務することがある。インド首相を警備する特別警備群（SPG）、情報機関の研究・分析局（RAW）、国家調査局（NIA）、インド情報局（IB）、犯罪捜査機関の中央捜査局（CBI）、災害対策機関の国家災害対応部隊（NDRF）、麻薬犯罪対策機関の麻薬規制局（NCB）、インド軍などである。彼らに与えられた義務は、困難な状況で複数の目標を追い求めねばならない緊急事態にあって、それらの部隊に大きな役割を発揮するものとされる。

## 構成部隊

### インド国境警備隊（BSF）
インド国境警備隊の主な任務は、インド＝パキスタン国境とインド＝バングラデシュ国境の警備である。これには印パ戦争の結果として生まれた管理ラインの警備も含まれる。戦時には戦闘に加わるなど、積極的に役割を果たすとされている。25万人以上が約180個大隊に属して勤務している。管理ラインにおいては、ワーガなどの街で開催される国旗降納式典をパキスタンのパンジャーブ・レンジャーズ部隊と合同で行うことで知られる。

### 中央予備警察隊（CRPF）
中央予備警察隊はCAPFの中でも最大の部隊で、31万人以上の隊員が約260個大隊に分かれて勤務している。CRPFの役割は法秩序、公共の安全、国内平和の維持を通じて、憲法の優位と内部統一、社会の調和と発展を促進することとされる。公式には法秩序の維持と対反乱作戦を任務としているが、旧ジャンムー・カシミール州地域、ビハール州、7姉妹州地域などでは、総選挙の警備でも大きな役割を果たしている。
部隊はインド国民の尊厳と自由を最大限に考慮して任務を遂行するため、服務と忠誠を自己よりも優先することで、国内の安全と災害対策を達成するとされている。他方、インドの軍・警察機関全体に対して指摘されていることだが、作戦中に一般人の恣意的な逮捕・拘禁、拷問、虐待が行われていると報告されている。
CRPFは、特殊部隊として暴動鎮圧用の快速行動部隊（RAF）15個大隊と、解決行動コマンド大隊(CoBRA）10個大隊を隷下に置いている。

### 中央産業保安隊（CISF）
中央産業保安隊は、インドの国営企業（PSU）およびその他の重要な産業・インフラストラクチャー施設を警備する。警備の対象は発電所、宇宙開発関連施設、鉱山、油田・製油所、主要な港湾・空港、重工業施設、製鉄所、ダム、肥料工場など多岐にわたる。またCISFは、選挙の警備、国内の治安維持やVIPの警護も担当する。約14万人が約130個大隊に分かれ所属している。

### インド・チベット国境警察（ITBP）
インド・チベット国境警察は、その名の通りインドとチベットの国境、すなわち中印国境の警備を行う。これには北西部の実効支配線と北東部のマクマホンラインの防衛も含み、実に3488キロに渡る長大な国境線である。約9万人が約60個大隊に分かれ所属している。

### 武装国境部隊（SSB）
武装国境部隊は、インドとネパールおよびブータンとの国境警備を担当する。約7万6000人が67個大隊に分かれ所属している。

### 国家保安警備隊（NSG）
国家保安警備隊は、内務省の指揮下で全国的な対テロ作戦に従事する。準軍事部隊からCAPFへの呼びかえ当初はその範疇に含まれていなかったためか、現在でもヒンディー語版ウィキペディアではCAPFとみなされていないが、インド内務省のウェブサイトなどでは含まれる表示が行われており、ここではCAPFに含まれるとして掲出する。
1984年、ブルースター作戦の後に設立され、テロリズムと戦い国家の不安定化を防ぐものとされた。ムンバイ同時多発テロ事件を始めとして、インド国内のテロ攻撃に対し多数の出動を行っている。約7000人の隊員を擁し、黒い戦闘服を着用することから、しばしば「ブラックキャッツ」と通称される。

### アッサム・ライフル部隊（AR）
アッサム・ライフル部隊は上記のようにCAPFでなくCPMFに含まれるとされていたが、同様に内務省が包含すると示しているため本記事に掲出する。インド軍の士官が指揮し、内務省に報告する立場の部隊である。
その源流は1835年、植民地時代の武装警察部隊にまでさかのぼる。部隊名や役割が何度も変わり、第一次世界大戦では英印軍の一部としてヨーロッパおよび中東戦線に動員された。1917年にアッサム・ライフル部隊へ改名された後、第二次世界大戦ではビルマ戦線で日本軍と戦った。戦後に大きく任務の幅が広がり、現在は軍の指揮下で国内の治安維持、対反乱作戦、非常事態の際には通信・医療支援など救援活動も行っている。また政府の「一国境一部隊」政策により、インドとミャンマーとの国境警備も担当している。現在は約6万4000人が46大隊に分かれて所属しており、戦時には後方地域を守るための戦闘部隊ともなる。